# Дальавиа

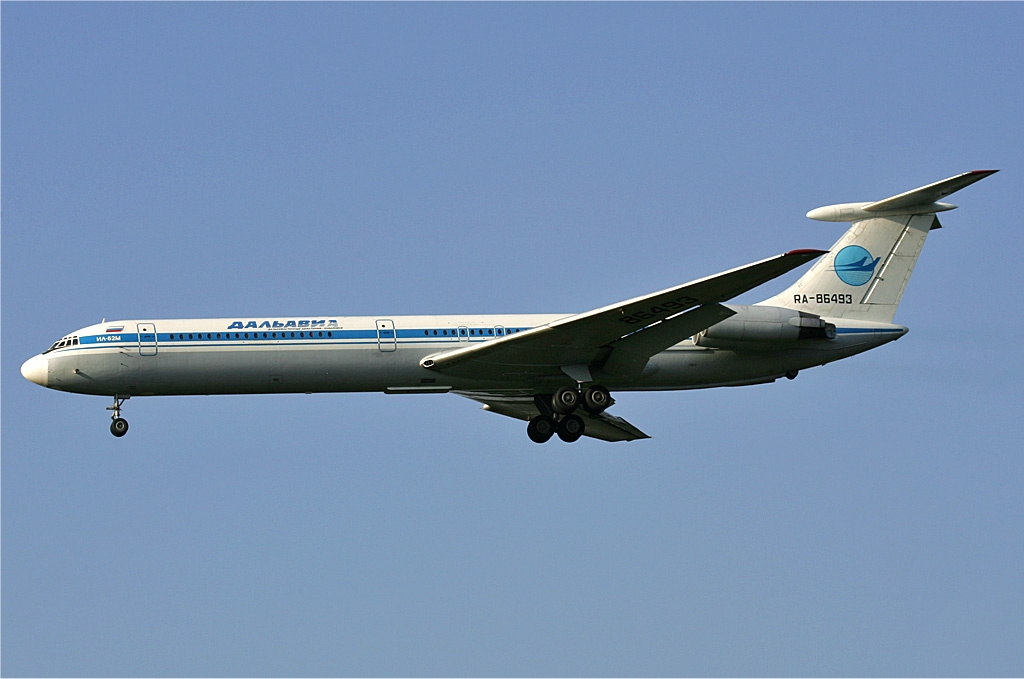
Ил-62М «Дальавиа», Сентябрь 2006

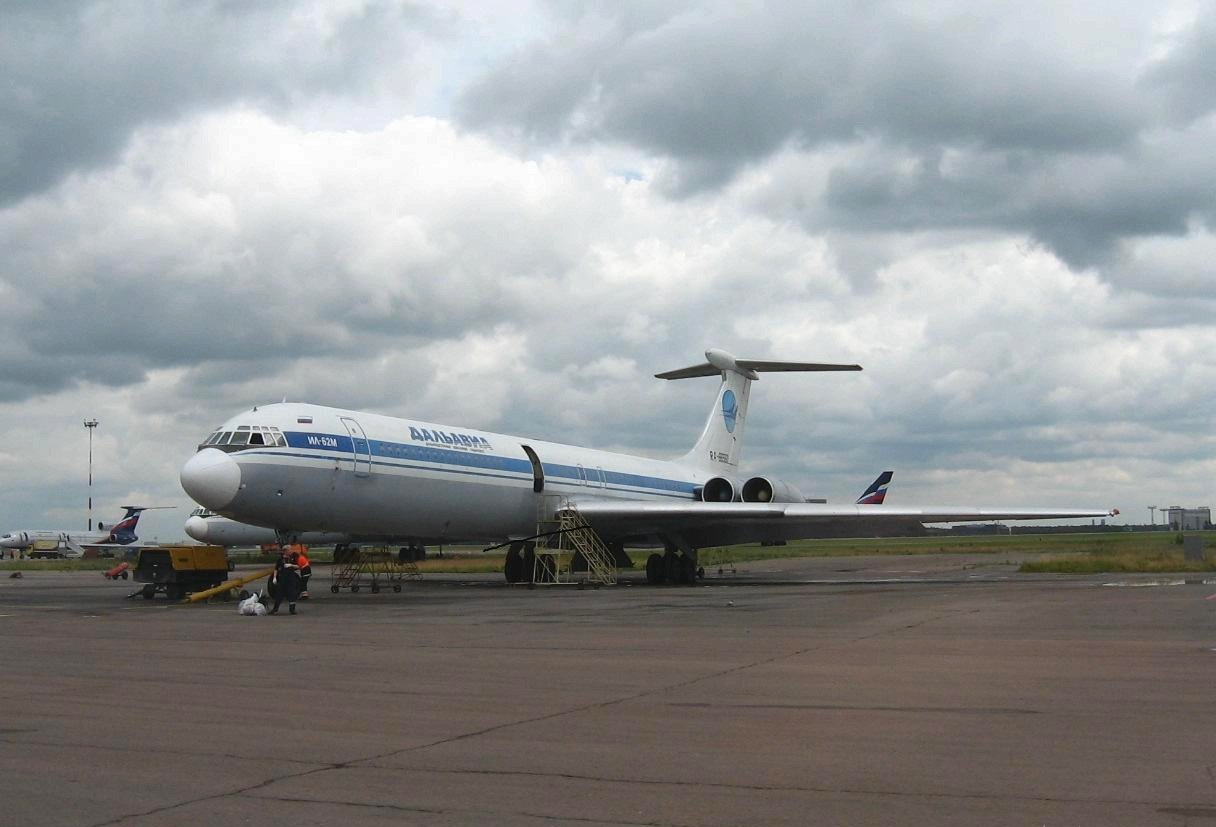
Ил-62М авиакомпании в 2007 году

«Дальавиа» (от «Дальневосточные Авиалинии») — авиакомпания Дальнего Востока России, являвшаяся одним из крупнейших авиапредприятий Российской Федерации. Базировалась в Хабаровске и существовала с 1953 года по 2009 год. Совершала рейсы по СНГ и за рубеж.

## История авиакомпании

### 1953—1991 годы
История создания предприятия уходит в начало 1930-х годов. С его деятельностью напрямую связано становление гражданской авиации Дальнего Востока.
В 1929 году в Хабаровске (в районе нынешней улицы Запарина) был открыт гидропорт, обеспечивавший вылеты гидросамолетов, которые летом летали на поплавках, а зимой на лыжах. К 1931 году сооружений гидропорта не хватало для обслуживания растущего спроса на авиаперевозки, и встала необходимость поиска места для строительства нового аэродрома. Так было положено начало освоения новых площадей под аэропорт Хабаровск.
Сухопутный аэродром появился только в 1938 году. Отправной точкой формирования Хабаровского аэропорта в месте нынешнего базирования является август 1953 года, когда начальник Дальневосточного территориального управления ГВФ Езерский Б. Г. перерезал ленту, и бетонная взлетно-посадочная полоса Хабаровского аэропорта приняла первые пассажирские самолеты. Так начиналась история Хабаровского авиапредприятия «Дальавиа».
8 апреля 1957 года был создан 198-й лётный отряд. Потом появился 202-й и другие лётные отряды, которые, вместе с аэропортом, в январе 1963 года вошли в Хабаровский объединенный авиаотряд. В 1950-е годы здесь эксплуатировались По-2, Ли-2, Ил-14. В январе 1958 года поступили Ту-104, начавшие вскоре летать на трассах Хабаровск — Владивосток и Хабаровск — Петропавловск-Камчатский. В 1960-е годы поступили Ил-18 и Ан-24, в 1977 году — Ту-154 (первый рейс в Симферополь), в 1978 году —Ил-62М (Ленинград).
В 1964 году был построен новый терминал пропускной способностью 700 пассажиров в час.
В 1970 году Аэропорту Хабаровск присвоен статус международного.
Самолёты Хабаровского ОАО летали на региональных и внутрисоюзных магистральных линиях, и с 1970 года начали выполнять и международные чартерные рейсы — в Японию и КНДР, первым таким рейсом стал международный рейс Хабаровск — Осака (Япония), на борту находились участники международной выставки ЭКСПО-70. В конце 1970-х годов на этих маршрутах начались регулярные рейсы.
В феврале 1977 года в Хабаровске совершил экспериментальную посадку сверхзвуковой пассажирский самолёт Ту-144.
В 1980 году была введена в эксплуатацию вторая искусственная взлетно-посадочная полоса (4000 х 60 м.), благодаря чему аэродром «Новый» аэропорта Хабаровск получил возможность принимать самые тяжелые типы воздушных судов.
С 1988 года существенно расширяется география международных полетов — экипажи объединенного авиаотряда выполняли международные полеты из аэропорта Хабаровск в аэропорты Ниигата, Нагоя, Фукуока, Тояма, Сендай, Хакодате (Япония), Пхеньян (КНДР), Сан-Франциско, Анкордиж, Сиэтл (США), Сингапур, Харбин (Китай). Впервые в истории международных отношений между СССР и Южной Кореей выполнен авиарейс по маршруту Хабаровск — Сеул. На самолете Ту-154 были доставлены советские спортсмены — участники Олимпиады-88.
В 1990—1991 годы ежегодный пассажирооборот превышал показатель в 3,6 миллионов пассажиров, что является крупнейшим показателем за всю историю аэропорта.

### 1992—2000 годы
С ликвидацией союзного министерства гражданской авиации, Хабаровский ОАО стал самостоятельным государственным предприятием.
В 1992 году был введен в эксплуатацию международный терминал аэропорта, пропускной способностью 400 пассажиров в час, а также новый аэровокзал внутренних авиалиний с пропускной способностью 1500 пассажиров в час. Флот компании состоял из Ил-62М, Ту-154, Ан-24 и Ан-26. В течение нескольких лет происходило значительное сокращение объёма внутренних перевозок и флота, в то время как на международном рынке происходил подъём.
В 1994 года совместно с Alaska Airlines начались регулярные рейсы в Анкоридж. В том же году эти рейсы были отменены.
В январе 1999 года был проведён ребрендинг предприятия. Оно стало именоваться Государственное Унитарное Предприятие «Дальавиа».

### 2000—2007 годы
В 2001 году «Дальавиа» первым вывела в небо Ту-214. 
В 2005—2006 годах происходило акционирование компании, в результате которой из состава «Дальавиа» выделился Хабаровский аэропорт, он стал самостоятельным предприятием ОАО «Хабаровский аэропорт».
В конце декабря 2006 года авиакомпания получила статус открытого акционерного общества с уставным капиталом в размере 277 млн руб. и стала именоваться ОАО "Дальавиа". 100 % акций остались в руках государства.
Приватизированная авиакомпания начала проводить курс на оптимизацию маршрутов и обновление авиатехники, собиралась приобрести 2 Boeing 767, 6 Boeing 737 и 6 Sukhoi Superjet 100 для замены Ил-62М, Ту-154 и Ан-24. Предполагалось открыть ряд внутренних и международных линий.
С 2004 года в планах Аэрофлота — поглощение авиакомпании "Дальавиа". Существовал проект объединения предприятия с Владивосток Авиа и Сахалинскими авиатрассами в Дальневосточную авиакомпанию, подконтрольную Аэрофлоту, однако всем этим планам не суждено было реализоваться. А в сентябре 2008 года Аэрофлот отказывается от сотрудничества с Дальавиа и возобновляет собственные регулярные перевозки по маршруту Москва — Хабаровск — Москва.
В 2006 году чистый убыток авиакомпании составил 278 млн рублей.
Хотя в первый год после приватизации ранее убыточное предприятие начало получать прибыль, в 2008 году ситуация ухудшилась.

### Банкротство авиакомпании
К концу 2008 года долг авиакомпании за заправку и обслуживание рейсов перед хабаровским аэропортом составил порядка 240 млн рублей. Губернатор Хабаровского края высказывался о намеренном банкротстве компании. В октябре 2008 года авиакомпания прекратила продажу билетов и выполнение всех рейсов.
В 2008 году общая задолженность авиакомпании составила 1,7 млрд рублей, задолженность по зарплате и выходным пособиям уволенным составила более 200 миллионов рублей. В том же году была запущена процедура банкротства. Указом президента РФ контроль над компанией был передан госкорпорации «Ростехнологии».
26 января 2009 года Росавиация аннулировала сертификат эксплуатанта, авиакомпания "Дальавиа" прекратила существование. В июне 2009 года Хабаровский арбитражный суд признал ОАО «Дальавиа» банкротом и постановил ввести на предприятии процедуру конкурсного производства.
В 2010 году состоялось начало торгов по продаже имущества авиакомпании. На торги были выставлены самолеты Ил-62М, Ту-154, Ан-24 и Ан-26, авиадвигатели.

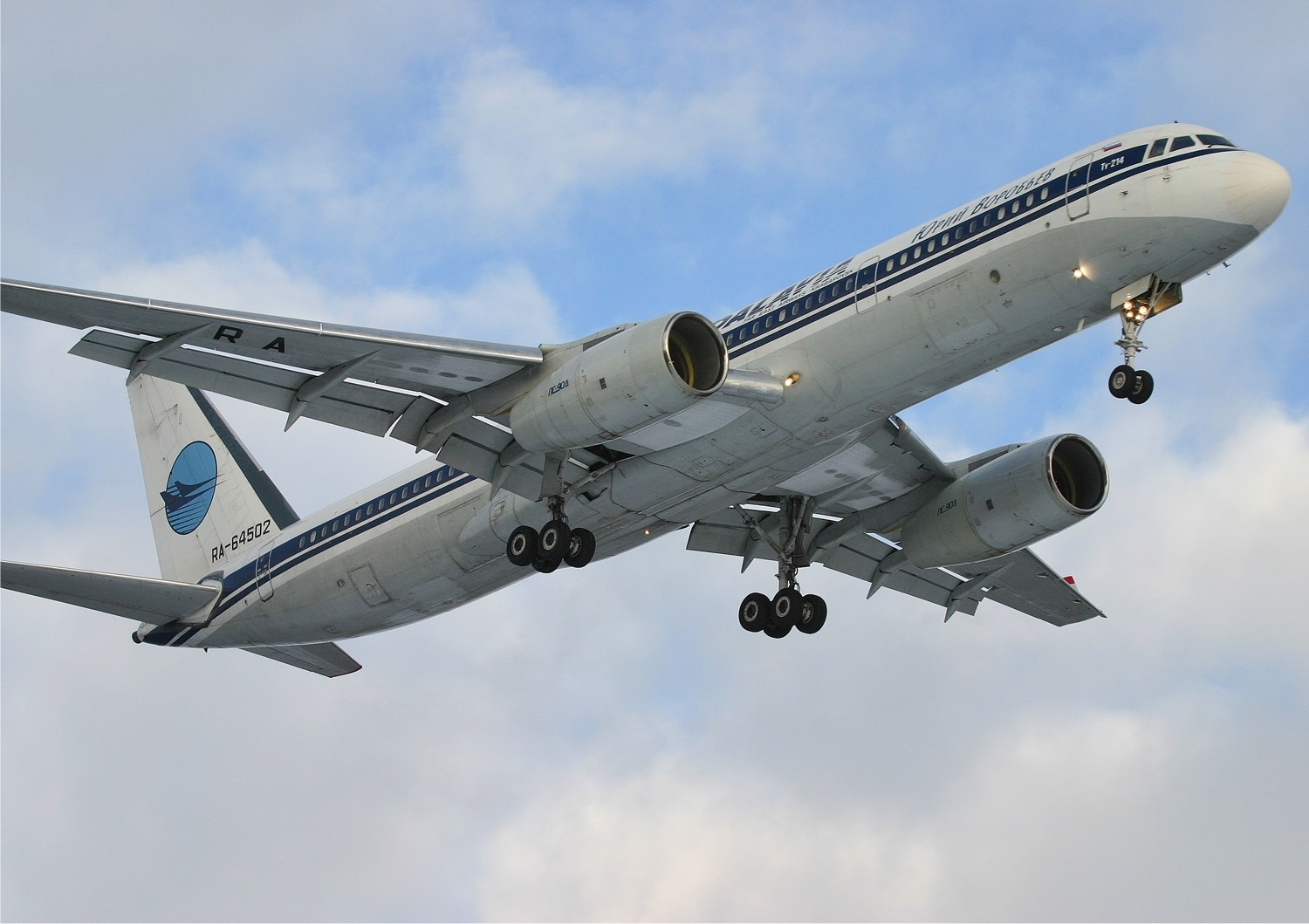
Ту-214

## Собственники и руководство
100% акций авиакомпании принадлежали государству.
С 1996 года по февраль 2007 должность генерального директора занимал Севастьянов Павел Иванович.
С февраля 2007 по сентябрь 2008 года должность генерального директора занимал Чичилимов Валерий Борисович.
Временный управляющий — Игорь Багельфер.

## Деятельность авиакомпании
Деятельность ОАО «Дальавиа» заключается в обеспечении перевозок пассажиров, грузов и багажа на межрегиональных, международных и местных авиалиниях как регулярными, так и чартерными рейсами, осуществлении наземного обслуживания в аэропорту воздушных судов типа Boeing 747, Ил-96-300, Ил-62, Ту-214 и классом ниже.
В использовании у авиакомпании находятся среднемагистральные и дальнемагистральные воздушные суда, две взлетно-посадочные полосы, современный международный терминал и аэровокзал внутренних авиалиний. Пассажирские комплексы ежечасно могут пропускать до двух тысяч человек. 

### Показатели деятельности
В 2004 году на рейсах «Дальавиа» было перевезено:
- пассажиров: 621 405 человек (в 2003 году — 569 566 человек, рост на 9,1 %)
- грузов и почты: 6746,7 тонн (в 2003 году — 6918,6 тонн, снижение на 2,5 %)

Пассажирооборот составил 2194,854 млн пкм., рост по сравнению со значениями 2003 года составил 9 %. Тоннокилометраж составил 223,883 млн ткм., по сравнению со значениями 2003 года рост этого показателя составил 7,5 %.
На международных авиалиниях «Дальавиа» перевезено за 2004 год — 135 792 пассажира, 594,6 тонн груза и почты, пассажирооборот составил 345,249 млн пкм., тоннокилометраж — 32,397 млн ткм.
По сравнению с данными 2003 года рост объемов перевозок пассажиров на международных авиалиниях составил 37,5 %, грузов — 18,5 %, пассажирооборота — 42,9 %, тоннокилометража — 42 %. В целом по авиакомпании процент занятости пассажирских кресел за 2004 год снизился по отношению к значению 2003 г. на 0,9 %. Процент коммерческой загрузки за 2004 год снизился по сравнению с аналогичным периодом прошлого года на 1,7 %. Суммарный налет часов за 2004 год составил 29 811 часов, это выше уровня прошлого года на 2153 часа, в том числе по типам воздушных судов налет часов следующий:
- Ту-214 — 6350 часов;
- Ил-62 — 5843 часа;
- Ту-154 — 10 409 часов;
- Ан-24 — 6661 час;
- Ан-26 — 548 часов.

В «Дальавиа» трудилось 2800 авиаработников. По итогам 2005 года, АК «Дальавиа» на внутренних авиалиниях по перевезенным пассажирам заняла 7 место.

## Рейсы авиакомпании
Авиакомпания «Дальавиа» выполняла рейсы в различные города России, СНГ и мира, связывая с Хабаровском более 25 городов. Самолеты «Дальавиа» садились в аэропортах США, Республики Корея, КНР, Вьетнама, Италии, Болгарии, Индии, Канады, Австралии, Новой Зеландии, Таиланда, Сингапура, Израиля, Турции, Объединенных Арабских Эмиратов, на островах Фиджи, Индонезии и Малайзии.

## Награды и достижения
Лауреат премии «Крылья России» в номинации «Пассажирский перевозчик на внутренних воздушных линиях в группе I» (объем пассажирских перевозок на ВВЛ более одного миллиарда пассажирокилометров), 2004 год.
Лауреат премии «Крылья России» в номинации «Пассажирский перевозчик на международных воздушных линиях в группе II» (объем пассажирских перевозок на МВЛ от 0,2 до 1 млрд пкм), 2005 год.

## Флот
| Тип самолета        | Бортовые номера | Количество | Заказано | Примечания                                                   |
| ------------------- | --- | ---------- | -------- | ------------------------------------------------------------ |
| Ан-24               | RA-47819 RA-47354 RA-47170 RA-47367 RA-46529 RA-46522 RA-46643 RA-46474 | 8          | -        | 3 борта на хранении в Хабаровске: RA-47819 RA-47170 RA-47354 |
| Ан-26               | RA-26000 RA-26564 RA-26058 RA-26550 RA-26562 RA-26571 RA-26500 RA-26673 RA-26001 RA-26043 | 10         | -        | На хранении в Хабаровске: RA-26564 RA-26000                  |
| Ту-154Б-1           | RA-85031 | 1          | -        | RA-85031 на хранении в Иркутске                              |
| Ту-154Б-2           | RA-85443 RA-85477 | 2          | -        | RA-85443 на хранении                                         |
| Ту-154М             | RA-85607 RA-85734 RA-85114 RA-85752 RA-85802 RA-85797 | 6          | -        | Все порезаны                                                 |
| Ту-214              | RA-64502 RA-64503 RA-64507 RA-64510 RA-64512 | 5          | -        | На хранении: RA-64507 RA-64510 RA-64512 Остальные порезаны   |
| Ил-62М              | RA-86479 RA-86525 RA-86560 RA-86128 RA-86493 RA-86131 RA-86692 RA-86693 RA-86700 RA-86702 RA-86618 RA-86620 RA-86623 RA-86452 RA-86454 RA-86462 RA-86464 RA-86471 RA-86476 RA-86481 RA-86486 RA-86504 | 22         | -        | На хранении: RA-86525 RA-86131                               |
| Sukhoi Superjet 100 | - | -          | 10       | -                                                            |